# Giancarlo Falappa
Giancarlo Falappa (Filottrano, 30 giugno 1963) è un pilota motociclistico italiano ritiratosi dall'attività agonistica.
Soprannominato Il leone di Jesi, viene ricordato come uno dei piloti più rappresentativi del campionato mondiale Superbike, e inserito nella hall of fame della classe.

## Carriera

Da destra, in primo piano: i ducatisti Falappa, Roche e Polen sul podio del Gran Premio di superbike del Mugello 1992; in secondo piano lo speaker del circuito, Di Pillo.

Nel 1979 inizia la sua carriera nel motocross su Villa, vincendo nel 1981 il campionato Italiano Cadetti, quindi passa al campionato Senior. Dal 1982 al 1984 partecipa al mondiale Cross 250 come pilota ufficiale Moto Villa.
Nel 1987 esordisce con una Suzuki GSX-R 1100 nel campionato Sport Production, vincendo nella gara di esordio a Vallelunga. Nel 1988 viene ingaggiato dalla Bimota e vince il campionato Italiano Sport Production su una Bimota YB4.
Il 1989 è l'anno della svolta. Inizia il campionato mondiale Superbike su Bimota conquistando la vittoria subito all'esordio a Donington; il bilancio della stagione è un 6º posto in classifica finale nel mondiale e un 3º posto nel campionato Italiano Superbike.
L'anno successivo viene ingaggiato dalla Ducati con Marco Lucchinelli come team manager, ma durante le prove ufficiali a Österreichring, per evitare un altro pilota, cade sbattendo contro il guard-rail. Si procura 27 fratture, si recide l'arteria femorale perdendo più di 2 litri di sangue e va in coma per 12 giorni. Al momento dell'incidente era al 3º posto in classifica generale.
Si riprende e, nonostante i problemi fisici, scende di nuovo in pista nel febbraio 1991 con la Ducati 888 con Raymond Roche prima e Doug Polen l'anno successivo come compagni di squadra, vincendo nel 1992 proprio in Austria, poi nei Paesi Bassi e in Nuova Zelanda. Nel 1991 si piazza 9º in classifica e al 4º posto nel 1992, vincendo 4 gare nell'ultimo anno.
Nel 1993 è ancora pilota ufficiale Ducati con compagno di squadra Carl Fogarty. Vince a Brands Hatch, a Hockenheim, all'Österreichring e sulla pista di casa a Misano, finisce in 5ª posizione finale vincendo 7 gare complessive.
Inizia la stagione 1994 sulla nuova Ducati 916 vincendo una gara a Misano (ultima gara corsa da Falappa da pilota professionista).
Nello stesso anno, durante le prove ad Albacete, il cambio elettronico della moto cede facendo cadere Falappa, il quale si procura gravi ferite ed entra nuovamente in coma per 38 giorni. Guarisce, aiutato dal dottor Claudio Costa e da Giovanni Di Pillo ma smette di correre, diventando testimonial della Ducati.

## Risultati in gara

### Campionato mondiale Superbike
| 1989 | Moto   |    |   |   |   |     |   |     |     |    |     |   |   |   |   |     |   |     |    |  |  |  |  |  |  |  |  | Punti | Pos. |
| ---- | ------ | -- | - | - | - | --- | - | --- | --- | -- | --- | - | - | - | - | --- | - | --- | -- |  |  |  |  |  |  |  |  | ----- | ---- |
| 1989 | Bimota | 17 | 1 | 9 | 4 | Rit | 1 | Rit | Rit | 13 | Rit | 5 | 1 | 4 | 3 | Rit | 2 | Rit | NP |  |  |  |  |  |  |  |  | 139   | 6º   |

| 1990 | Moto   |   |   |   |   |     |   |   |   |     |    |     |     |    |    |     |     |     |     |     |     |     |     |     |     |     |     | Punti | Pos. |
| ---- | ------ | - | - | - | - | --- | - | - | - | --- | -- | --- | --- | -- | -- | --- | --- | --- | --- | --- | --- | --- | --- | --- | --- | --- | --- | ----- | ---- |
| 1990 | Ducati | 5 | 2 | 7 | 1 | Rit | 7 | 3 | 4 | Rit | NP | Inf | Inf | NP | NP | Inf | Inf | Inf | Inf | Inf | Inf | Inf | Inf | Inf | Inf | Inf | Inf | 94    | 11º  |

| 1991 | Moto   |    |     |     |     |       |       |   |     |     |   |    |   |   |    |    |    |   |     |   |   |     |   |   |     |  |  | Punti | Pos. |
| ---- | ------ | -- | --- | --- | --- | ----- | ----- | - | --- | --- | - | -- | - | - | -- | -- | -- | - | --- | - | - | --- | - | - | --- |  |  | ----- | ---- |
| 1991 | Ducati | 14 | Rit | Rit | Rit | [ 2 ] | [ 2 ] | 7 | Rit | Rit | 7 | 10 | 6 | 6 | 13 | 10 | 11 | 6 | Rit | 6 | 3 | Rit | 8 | 6 | Rit |  |  | 113   | 9º   |

| 1992 | Moto   |   |   |    |   |    |   |   |   |   |   |   |   |   |   |   |   |     |   |   |   |    |   |   |     |     |   | Punti | Pos. |
| ---- | ------ | - | - | -- | - | -- | - | - | - | - | - | - | - | - | - | - | - | --- | - | - | - | -- | - | - | --- | --- | - | ----- | ---- |
| 1992 | Ducati | 4 | 5 | 16 | 8 | 19 | 3 | 4 | 2 | 3 | 7 | 1 | 1 | 3 | 2 | 6 | 4 | Rit | 6 | 8 | 1 | 12 | 6 | 5 | Rit | Rit | 1 | 279   | 4º   |

| 1993 | Moto   |   |   |   |   |    |     |   |   |   |   |   |     |   |   |     |     |   |    |     |   |     |   |     |   |   |   | Punti | Pos. |
| ---- | ------ | - | - | - | - | -- | --- | - | - | - | - | - | --- | - | - | --- | --- | - | -- | --- | - | --- | - | --- | - | - | - | ----- | ---- |
| 1993 | Ducati | 1 | 1 | 1 | 3 | 28 | Rit | 1 | 1 | 6 | 1 | 5 | Rit | 2 | 3 | Rit | Rit | 5 | 22 | Rit | 7 | Rit | 1 | Rit | 5 | 4 | 4 | 255   | 5º   |

| 1994 | Moto   |   |   |     |   |   |   |     |     |     |     |     |     |     |     |     |     |     |     |     |     |     |     |  |  |  |  | Punti | Pos. |
| ---- | ------ | - | - | --- | - | - | - | --- | --- | --- | --- | --- | --- | --- | --- | --- | --- | --- | --- | --- | --- | --- | --- |  |  |  |  | ----- | ---- |
| 1994 | Ducati | 5 | 4 | Rit | 4 | 2 | 1 | Inf | Inf | Inf | Inf | Inf | Inf | Inf | Inf | Inf | Inf | Inf | Inf | Inf | Inf | Inf | Inf |  |  |  |  | 74    | 15º  |

| Legenda | 1º posto        | 2º posto            | 3º posto           | A punti      | Senza punti        | Grassetto – Pole position Corsivo – Giro più veloce |
| Legenda | Gara non valida | Non qual./Non part. | Ritirato/Non class | Squalificato | '-' Dato non disp. | Grassetto – Pole position Corsivo – Giro più veloce |